# Edvard Radzinski

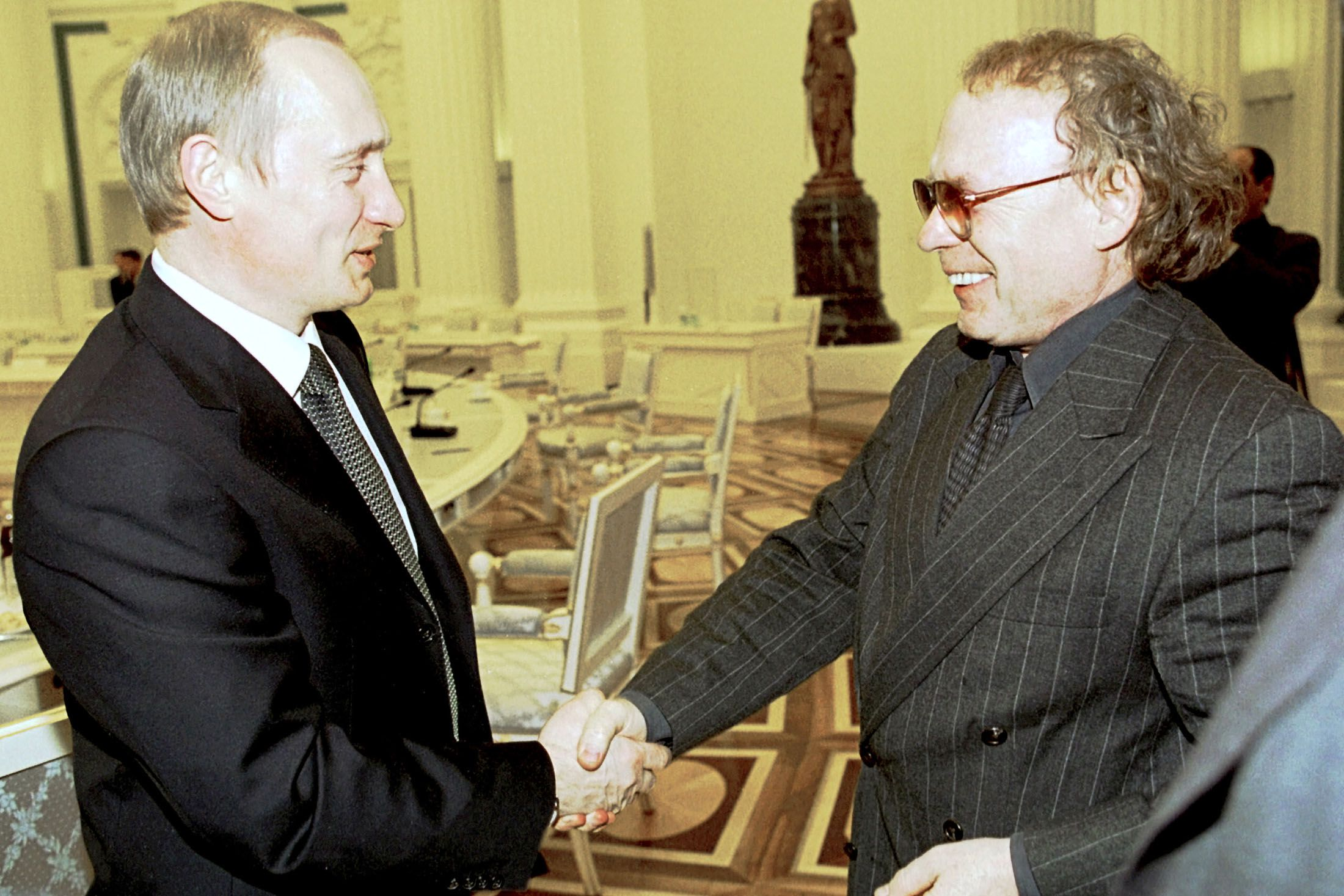
Vladimir Poetin en Edvard Radzinski (rechts), 2002

Edvard Stanislavovitsj Radzinski (Russisch: Эдвард Станиславович Радзинский) (Moskou, 29 september 1936) is een Russisch historicus en schrijver, vooral autobiografieën, toneel en scenario’s. In Rusland is hij tevens bekend op televisie.

## Leven en werk
Radzinski stamt uit het geslacht de Ruriken. Zijn eerste bekendheid als schrijver verwierf hij met een aantal toneelstukken. Met de val van het communisme in Rusland en het openen van de archieven, legde Radzinski zich vanaf eind jaren tachtig toe op het herschrijven van een aantal hoofdstukken in de geschiedenis van zijn land. Internationale bekendheid verwierf hij met baanbrekende biografieën over Alexander II van Rusland, Nicolaas II van Rusland , Jozef Stalin en Raspoetin. Niettegenstaande dat hij zijn werken baseert op uitgebreid archiefonderzoek, waar mogelijk aangevuld met interviews en persoonlijke speurtochten, is de historische objectiviteit van zijn werken omstreden. Critici verwijten hem te makkelijk geruchten in zijn boeken te verwerken en te veel opinie te laten doorklinken. Zijn ‘hang naar onthulling’ zou ten koste gaan van de wetenschappelijkheid.

### Nederlands
- Stalin: onthullingen uit de geheime privé-archieven (1997)
- De laatste tsaar : het drama van Nicholaas II (2001)
- Raspoetin; de bezeten monnik (2001)
- Alexander II: de laatste grote tsaar (2006)

### Russisch
- «Итальевская ночь» © AST, 2007 г.
- «На Руси от ума одно горе» © AST, 2006 г.
- «Начало театрального романа»: Сборник пьес © Издательство «ВАГРИУС», 2004 г.
- Собрание сочинений (в восьми томах) © Издательство «ВАГРИУС», 1998—2003 г.
- «Загадки жизни и смерти». Подарочное издание © Издательство «ВАГРИУС»,2003 г.
- «Княжна Тараканова» © Издательство «ВАГРИУС», 2003 г.
- «Загадки истории». Подарочное издание © Издательство «ВАГРИУС», 2002 г.
- Napoleon: life after death «Наполеон: жизнь после смерти» © Издательство «ВАГРИУС», 2002 г.
- «Игры писателей» © Издательство «ВАГРИУС», 2001 г.
- «Загадки любви» © Издательство «ВАГРИУС», 1999, 2000 гг.
- «Загадки истории» © Издательство «ВАГРИУС», 1999, 2000 гг.
- «Кровь и призраки русской смуты» © Издательство «ВАГРИУС», 1998, 2000 гг.
- «Гибель галантного века» © Издательство «ВАГРИУС», 1999 г.
- «…и сделалась кровь» © Издательство «ВАГРИУС», 1998 г.
- «Властители дум» © Издательство «ВАГРИУС», 1999 г.
- «Театр» © Издательство «Искусство», 1986 г.
- Conversations with Socrates «Беседы с Сократом» © Издательство «Советский писатель», 1982 г.

## Noot
1. ↑  Zie onder andere: David Brandenberger. Reviewed work(s): Stalin: The First In-Depth Biography Based on Explosive New Documents from Russia's Secret Archives by Edvard Radzinsky; H. T. Willetts, Europe-Asia Studies, Vol. 49, No. 1 (Jan., 1997), pp. 176-179

- Bibsys: 90924061
- Biblioteca Nacional de España: XX1149769
- Bibliothèque nationale de France: cb12234709d (data)
- CiNii: DA05226689
- Gemeinsame Normdatei: 135590027
- International Standard Name Identifier: 0000 0001 1880 075X
- Library of Congress Control Number: nr88002165
- Nationale Bibliotheek van Letland: 000028635
- Bibliotheek van het Japanse parlement: 00473448
- Nationale Bibliotheek van Tsjechië: jn20000604551
- Nationale bibliotheek van Australië: 35679343
- Nationale Bibliotheek van Israël: 987007266703305171
- Nationale Bibliotheek van Polen: a0000002800318
- Nationale en Universitaire bibliotheek Zagreb: 000195719
- Nederlandse Thesaurus van Auteursnamen: 119388448
- Réseau des bibliothèques de Suisse occidentale: 02-A000135411
- LIBRIS: 85801
- SNAC: w6sf5jng
- Système universitaire de documentation: 031055001
- Trove: 1039170
- Virtual International Authority File: 98761666
- WorldCat: E39PBJwHjDXjT4PX3YqqPbqJDq